# Endiandra deomalica
Endiandra deomalica är en lagerväxtart som först beskrevs av Bennet & Chandra, och fick sitt nu gällande namn av André Joseph Guillaume Henri Kostermans. Endiandra deomalica ingår i släktet Endiandra och familjen lagerväxter. Inga underarter finns listade i Catalogue of Life.